# Mauro Severino
Pour les articles homonymes, voir Severino.
Mauro Severino, né le 16 février 1936 à Castiglione della Pescaia (Toscane) et mort le 2 novembre 2022 à Rome (Latium), est un réalisateur et scénariste italien.

## Biographie
Il est entré dans le monde du cinéma en tant qu'acteur dans de petits rôles, puis, en 1960, il a commencé à travailler comme assistant réalisateur pour Renato Pacini, Damiano Damiani, Fernando Cerchio et Nino Manfredi. Il a ensuite réalisé des films en commençant par le court-métrage Chi è di scena (1963), puis le long-métrage La Rançon de la chair (1968), un giallo avec Lino Capolicchio et Roberto Bisacco, suivi de quelques autres métrages de genres divers. Il a également été réalisateur pour la télévision de documentaires et de feuilletons,.

## Filmographie non exhaustive

### Réalisation
- 1963 : Chi è di scena
- 1968 : La Rançon de la chair (Vergogna schifosi!)
- 1975 : Una città in fondo alla strada (it) (téléfilm en cinq parties)
- 1975 : Amore vuol dir gelosia
- 1976 : Deux Idiots à Monte-Carlo (Tutti possono arricchire tranne i poveri)
- 1978 : Travolto dagli affetti familiari